# Scaphiodontophis annulatus
La culebra añadida guatemalteca  o falso coral tamagás (Scaphiodontophis annulatus) es una especie de serpiente que pertenece a la familia Colubridae. Es nativo del sur de México, Belice, Guatemala, El Salvador, y Honduras; según Reptarium se distribuye también en Nicaragua, Costa Rica, Panamá) y Colombia. Su rango altitudinal oscila entre 0 y 1400 m s. n. m.. Habita principalmente en bosque húmedo de tierras bajas y también en viejos cafetales. Es una especie diurna y terrestre.

## Taxonomía
Se reconocen las siguientes subespecies:
- Scaphiodontophis annulatus annulatus (Duméril, Bibron & Duméril, 1854)
- Scaphiodontophis annulatus dugandi Henderson, 1984
- Scaphiodontophis annulatus hondurensis (Schmidt, 1936)
- Scaphiodontophis annulatus nothus Taylor & Smith, 1943